# Сален-ле-Терм
Сале́н-ле-Терм (фр. Salins-les-Thermes) — колишній муніципалітет у Франції, у регіоні Овернь-Рона-Альпи, департамент Савоя. Населення — 916 осіб (2011)
Муніципалітет був розташований на відстані близько 500 км на південний схід від Парижа, 135 км на схід від Ліона, 50 км на схід від Шамбері.

## Історія
До 2015 року муніципалітет перебував у складі регіону Рона-Альпи. Від 1 січня 2016 року належав до нового об'єднаного регіону Овернь-Рона-Альпи.
1 січня 2016 року Сален-ле-Терм і Фонтен-ле-Пюї було об'єднано в новий муніципалітет Сален-Фонтен.

## Демографія
Динаміка населення (INSEE ):
Розподіл населення за віком та статтю (2006):
| Стать | Всього | До 15 років | 15-24 | 25-44 | 45-64 | 65-85 | Понад 85 |
| --- | ------ | ----------- | ----- | ----- | ----- | ----- | -------- |
| Чоловіки | 452    | 64          | 44    | 136   | 144   | 60    | 4        |
| Жінки | 488    | 68          | 48    | 108   | 140   | 88    | 36       |
| \| Статево-вікова піраміда \| Статево-вікова піраміда \| Статево-вікова піраміда \| \| ----------------------- \| ----------------------- \| ----------------------- \| \| Чоловіки \| Вік \| Жінки \| \| 4 \| 85 + \| 36 \| \| 0 \| 80-84 \| 16 \| \| 24 \| 75-79 \| 28 \| \| 20 \| 70-74 \| 16 \| \| 16 \| 65-69 \| 28 \| \| 44 \| 60-64 \| 20 \| \| 48 \| 55-59 \| 32 \| \| 24 \| 50-54 \| 40 \| \| 28 \| 45-49 \| 48 \| \| 40 \| 40-44 \| 36 \| \| 20 \| 35-39 \| 20 \| \| 36 \| 30-34 \| 20 \| \| 40 \| 25-29 \| 32 \| \| 16 \| 20-24 \| 28 \| \| 28 \| 15-20 \| 20 \| \| 16 \| 10-14 \| 24 \| \| 28 \| 5-9 \| 8 \| \| 20 \| 0-4 \| 36 \| |        |             |       |       |       |       |          |
| Статево-вікова піраміда |        |             |       |       |       |       |          |
| Чоловіки | Вік    | Жінки       |       |       |       |       |          |
| 4 | 85 +   | 36          |       |       |       |       |          |
| 0 | 80-84  | 16          |       |       |       |       |          |
| 24 | 75-79  | 28          |       |       |       |       |          |
| 20 | 70-74  | 16          |       |       |       |       |          |
| 16 | 65-69  | 28          |       |       |       |       |          |
| 44 | 60-64  | 20          |       |       |       |       |          |
| 48 | 55-59  | 32          |       |       |       |       |          |
| 24 | 50-54  | 40          |       |       |       |       |          |
| 28 | 45-49  | 48          |       |       |       |       |          |
| 40 | 40-44  | 36          |       |       |       |       |          |
| 20 | 35-39  | 20          |       |       |       |       |          |
| 36 | 30-34  | 20          |       |       |       |       |          |
| 40 | 25-29  | 32          |       |       |       |       |          |
| 16 | 20-24  | 28          |       |       |       |       |          |
| 28 | 15-20  | 20          |       |       |       |       |          |
| 16 | 10-14  | 24          |       |       |       |       |          |
| 28 | 5-9    | 8           |       |       |       |       |          |
| 20 | 0-4    | 36          |       |       |       |       |          |

## Економіка
2010 року серед 560 осіб працездатного віку (15—64 років) 448 були активними, 112 — неактивними (показник активності 80,0%, у 1999 році було 75,9%). З 448 активних мешканців працювало 430 осіб (234 чоловіки та 196 жінок), безробітними було 18 (6 чоловіків та 12 жінок). Серед 112 неактивних 29 осіб було учнями чи студентами, 42 — пенсіонерами, 41 була неактивною з інших причин.

У 2010 році в муніципалітеті числилось 454 оподатковані домогосподарства, у яких проживали 937,0 особи, медіана доходів виносила 21 568 євро на одного особоспоживача